# Asianopis schomburgki
Espèce
Synonymes
- Dinopis schomburgki Karsch, 1878
- Deinopis schomburgki Karsch, 1878

Asianopis schomburgki est une espèce d'araignées aranéomorphes de la famille des Deinopidae.

## Distribution
Cette espèce est endémique d'Australie-Méridionale. Elle se rencontre vers Adélaïde.

## Description
La femelle holotype mesure 24 mm.

## Systématique et taxinomie
Cette espèce a été décrite sous le protonyme Deinopis schomburgki par Karsch en 1878. Elle est placée dans le genre Asianopis par Chamberland, Agnarsson, Quayle, Ruddy, Starrett et Bond en 2022.

## Étymologie
Cette espèce est nommée en l'honneur de Moritz Richard Schomburgk (1811–1891).

## Publication originale
- Karsch, 1878 : « Exotisch-araneologisches. 1. » Zeitschrift für die gesammten Naturwissenschaften, vol. 51, p. 332-333.